# 屠養浩
屠養浩（？—？），浙江明州府鄞縣人，明朝政治人物，進士出身。
洪武三年（1370年）明朝首次開科取士，屠養浩中式舉人。次年聯捷辛亥科吳伯宗榜進士。官至永寧縣縣丞。
屠養浩為甬上屠氏五世祖，首位進士。父屠德瑞移居江東賣席橋，是為甬上屠氏江東賣席橋支。